# Елеево
Елеево — село в Параньгинском районе Республики Марий Эл России. Административный центр Елеевского сельского поселения.

## География
Село находится в восточной части республики, в зоне хвойно-широколиственных лесов, вблизи места истока реки Елеевки, при автодороге 88К-001, на расстоянии примерно 15 километров (по прямой) к северу от Параньги, административного центра района. Абсолютная высота — 175 метров над уровнем моря.

### Климат
Климат характеризуется как умеренно континентальный, с умеренно холодной снежной зимой и относительно тёплым летом. Среднегодовая температура воздуха — 2,2 °С. Средняя температура воздуха самого тёплого месяца (июля) — 18,5 °C; самого холодного (января) — −14 °C. Продолжительность периода с устойчивыми морозами — в среднем 127 дней. Среднегодовое количество атмосферных осадков составляет 496 мм, из которых около 70 % выпадает в период с апреля по октябрь.

### Часовой пояс
Село Елеево, как и вся Марий Эл, находится в часовой зоне МСК (московское время). Смещение применяемого времени относительно UTC составляет +3:00.

## Население
| 2010 |
| ---- |
| 783  |

### Национальный состав
Согласно результатам переписи 2002 года, в национальной структуре населения марийцы составляли 99 % из 797 чел.

## Известные люди
- Морозов Николай Алексеевич (род. 1932) — советский и российский деятель сельского хозяйства. Тракторист колхоза «Елеевский» Параньгинского района Марий Эл (1962—2002). Заслуженный работник сельского хозяйства Республики Марий Эл (2002). Кавалер орденов Ленина (1986) и Октябрьской Революции (1977).
- Смирнов, Аркадий Григорьевич (род. 1934) — марийский советский и российский учёный-педагог, кандидат психологических наук, профессор. Заведующий кафедрой педагогики и психологии (1983―2008), декан факультета психологии и безопасности жизнедеятельности Марийского государственного университета (2008―2010). Заслуженный работник высшей школы Российской Федерации (2005).